# Petrivka, Zinkiv
Petrivka (în ucraineană Петрівка) este un sat în comuna Șîlivka din raionul Zinkiv, regiunea Poltava, Ucraina.

## Demografie
Componența lingvistică a localității Petrivka
     Ucraineană (96,76%)
     Rusă (3,24%)
Conform recensământului din 2001, majoritatea populației localității Petrivka era vorbitoare de ucraineană (96,76%), existând în minoritate și vorbitori de rusă (3,24%).